# Salminek
Salminek (niem. Sallmeien) – osada w Polsce położona w województwie warmińsko-mazurskim, w powiecie olsztyńskim, w gminie Gietrzwałd.
W latach 1975–1998 miejscowość administracyjnie należała do województwa olsztyńskiego.